# زمین‌لرزه ۱۹۹۸ پنسیلوانیا
زمین‌لرزه پنسیلوانیا  در تاریخ ۲۵ سپتامبر ۱۹۹۸ میلادی، برابر با ‎۳ مهر ۱۳۷۷، ساعت ۱۹:۵۲:۵۲ به زمان یوتی‌سی در پنسیلوانیا رخ داد. ژرفای این زلزله ۵ کیلومتر بود، و بزرگی آن ۴٫۵ در مقیاس Mw اعلام شده‌است. زمین‌لرزه به وقت محلی در روز جمعه، ساعت ۱۴ روی داده و منطقه زمانی آن یوتی‌سی -۵ بوده‌است (با لحاظ تغییر ساعت تابستانی).
سازمان زمین‌شناسی آمریکا نیز رومرکز این زمین‌لرزه را در مختصات ۴۱°۲۹′۴۲″شمالی ۸۰°۲۳′۱۷″غربی / ۴۱٫۴۹۵°شمالی ۸۰٫۳۸۸°غربی و ژرفای آنرا در ۵ کیلومتر گزارش کرده‌است. بزرگی برگزیدهٔ این سازمان از میان بزرگیهای محاسبه‌شدهٔ مختلف ۴٫۵ در مقیاس Mw بوده و از دید اثر، در میان چهار دسته‌بندی «نامحسوس»، «محسوس»، «زیان‌آور» یا «با تلفات»، زلزله را «زیان‌آور» اعلام کرده‌است.